# Thymus bulgaricus
Thymus bulgaricus — вид рослин родини глухокропивові (Lamiaceae), поширений у південних Балканах.

## Поширення
Поширений у Болгарії та країнах колишньої Югославії.